# Міяко (Івате)
39°38′29″ пн. ш. 141°57′26″ сх. д. / 39.64139° пн. ш. 141.95722° сх. д.
Мія́ко (яп. 宮古市, みやこし, МФА: [mʲijako ɕi̥]) — місто в Японії, в префектурі Івате.

## Короткі відомості
Розташоване в східній частині префектури, на березі Тихого океану. Виникло на основі портового містечка раннього нового часу. Отримало статус міста 11 лютого 1941 року. 2010 року поглинуло село Кавай. Основою економіки є рибальство, харчова промисловість, переробка морепродуктів, комерція. Станом на 1 жовтня 2007 площа міста становила 696,82 км². Станом на 1 вересня 2008 населення міста становило 57 659 осіб.

## Клімат
Місто знаходиться у зоні, котра характеризується вологим континентальним кліматом з теплим літом. Найтепліший місяць — серпень із середньою температурою 21.7 °C (71 °F). Найхолодніший місяць — січень, із середньою температурою 0 °С (32 °F).
| Клімат Міяко            | Клімат Міяко | Клімат Міяко | Клімат Міяко | Клімат Міяко | Клімат Міяко | Клімат Міяко | Клімат Міяко | Клімат Міяко | Клімат Міяко | Клімат Міяко | Клімат Міяко | Клімат Міяко | Клімат Міяко |
| Показник                | Січ.         | Лют.         | Бер.         | Квіт.        | Трав.        | Черв.        | Лип.         | Серп.        | Вер.         | Жовт.        | Лист.        | Груд.        | Рік          |
| Абсолютний максимум, °C | 10,4         | 15,4         | 19,5         | 23,7         | 28,4         | 34,9         | 37,2         | 35,8         | 31,3         | 25,7         | 18,3         | 11,6         | 37,2         |
| Середній максимум, °C   | 5            | 5            | 8            | 14           | 18           | 20           | 24           | 27           | 23           | 18           | 13           | 8            | 15           |
| Середня температура, °C | 0            | 0            | 2            | 8            | 12           | 16           | 20           | 22           | 18           | 13           | 7            | 2            | 10           |
| Середній мінімум, °C    | −5           | −4           | −2           | 3            | 7            | 12           | 17           | 19           | 14           | 8            | 2            | −2           | 5            |
| Абсолютний мінімум, °C  | −15,8        | −11,2        | −3,7         | −1,3         | 3,9          | 8            | 11,8         | 12,3         | 6,9          | −0,2         | −5,8         | −12,7        | −15,8        |
| Норма опадів, мм        | 59           | 73           | 85           | 91           | 102          | 122          | 129          | 161          | 215          | 147          | 82           | 57           | 1322         |
| Днів з опадами          | 1            | 1            | 3            | 4            | 6            | 5            | 6            | 6            | 3            | 2            | 1            | 1            | 39           |
| ----------------------- | ------------ | ------------ | ------------ | ------------ | ------------ | ------------ | ------------ | ------------ | ------------ | ------------ | ------------ | ------------ | ------------ |
| Джерело: Weatherbase    |              |              |              |              |              |              |              |              |              |              |              |              |              |